# Мар'євка (Яйський округ)
Ма́р'євка (рос. Марьевка) — присілок у складі Яйського округу Кемеровської області, Росія.

## Населення
Населення — 533 особи (2010; 584 у 2002).
Національний склад (станом на 2002 рік):
- росіяни — 97 %